# Březová, Opava
Březová là một làng thuộc huyện Opava, vùng Moravskoslezský, Cộng hòa Séc.